# Busy Bees Nurseries
Busy Bees Nurseries là công ty giáo dục mầm non lớn nhất của Vương quốc Liên hiệp Anh, với hơn 375 nhà trẻ trên khắp nước Anh, Scotland và xứ Wales.
Busy Bees được thành lập vào năm 1983 và sau đó mua lại các chuỗi nhà trẻ bao gồm Bush Babies, Leapfrog, Kids 1st, Just Learning, Kindercare, Tibbitots và Caring Day Care.
The Ontario Teachers' Pension Plan đã mua lại Busy Bees Nursery Group vào tháng 10 năm 2013. Ban quản lý của Busy Bees vẫn nắm giữ một phần cổ phần thiểu số đáng kể trong công ty. Busy Bees đã hoàn thành thương vụ mua lại ở quốc tế đầu tiên ở Đông Nam Á với việc mua 48 nhà trẻ và Trường Cao đẳng Quốc tế Châu Á (tiếng Anh: Asia International College) ở Singapore cùng với 12 nhà trẻ nữa ở Malaysia. Hiện số lượng nhà trẻ mà công ty sở hữu ở Singapore đã tăng thêm lên 52.
Vào năm 2015, hai trong số những người sáng lập của Busy Bees Nurseries đã được trao Huân chương Đế quốc Anh vì sự phục vụ lâu dài trong lĩnh vực chăm sóc trẻ em.